# Ousman Jobe
Ousman Jobe, född 27 november 2005, är en gambisk simmare.

## Karriär
Jobe skulle tävlat i 50 meter frisim vid VM 2022 i Budapest, men startade inte. Vid VM 2023 i Fukuoka slutade han på 112:e plats på 50 meter frisim och på 59:e plats på 50 meter bröstsim. Vid afrikanska spelen 2023 i Accra, som arrangerades 2024, tävlade Jobe i både 50 och 100 meter frisim samt 50 meter fjärilsim. Vid VM 2024 i Doha slutade han på 99:e plats på 50 meter frisim och på 104:e plats på 100 meter frisim.
Jobe tävlade för Gambia vid olympiska sommarspelen 2024 i Paris, där han blev utslagen i försöksheatet på 50 meter frisim och slutade på totalt 61:a plats. Vid kortbane-VM 2024 i Budapest slutade Jobe på 96:e plats på 50 meter frisim och på 99:e plats på 100 meter frisim.